# Grenzsteinpfad (Kleingartach)

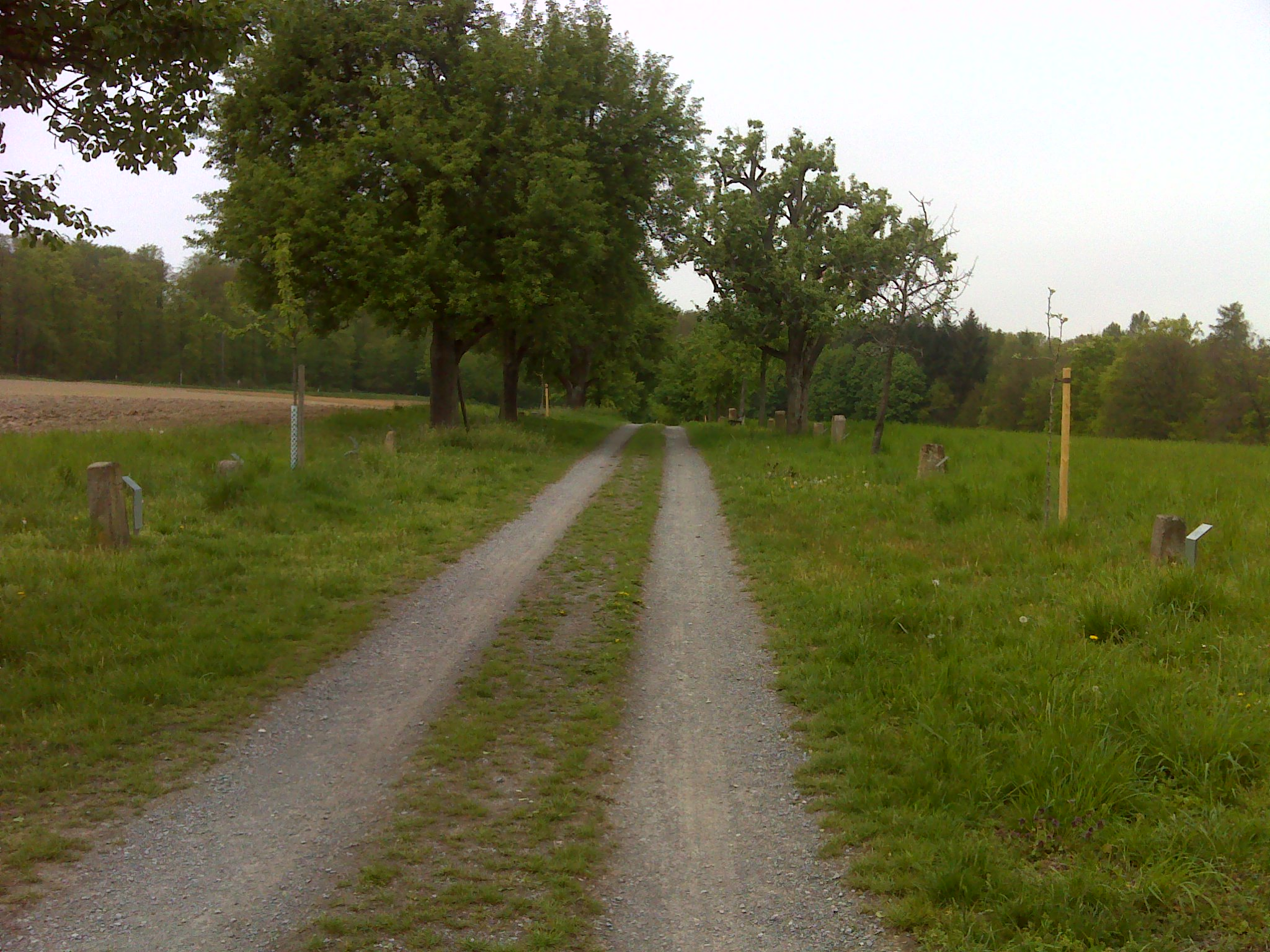
Grenzsteinpfad in Kleingartach

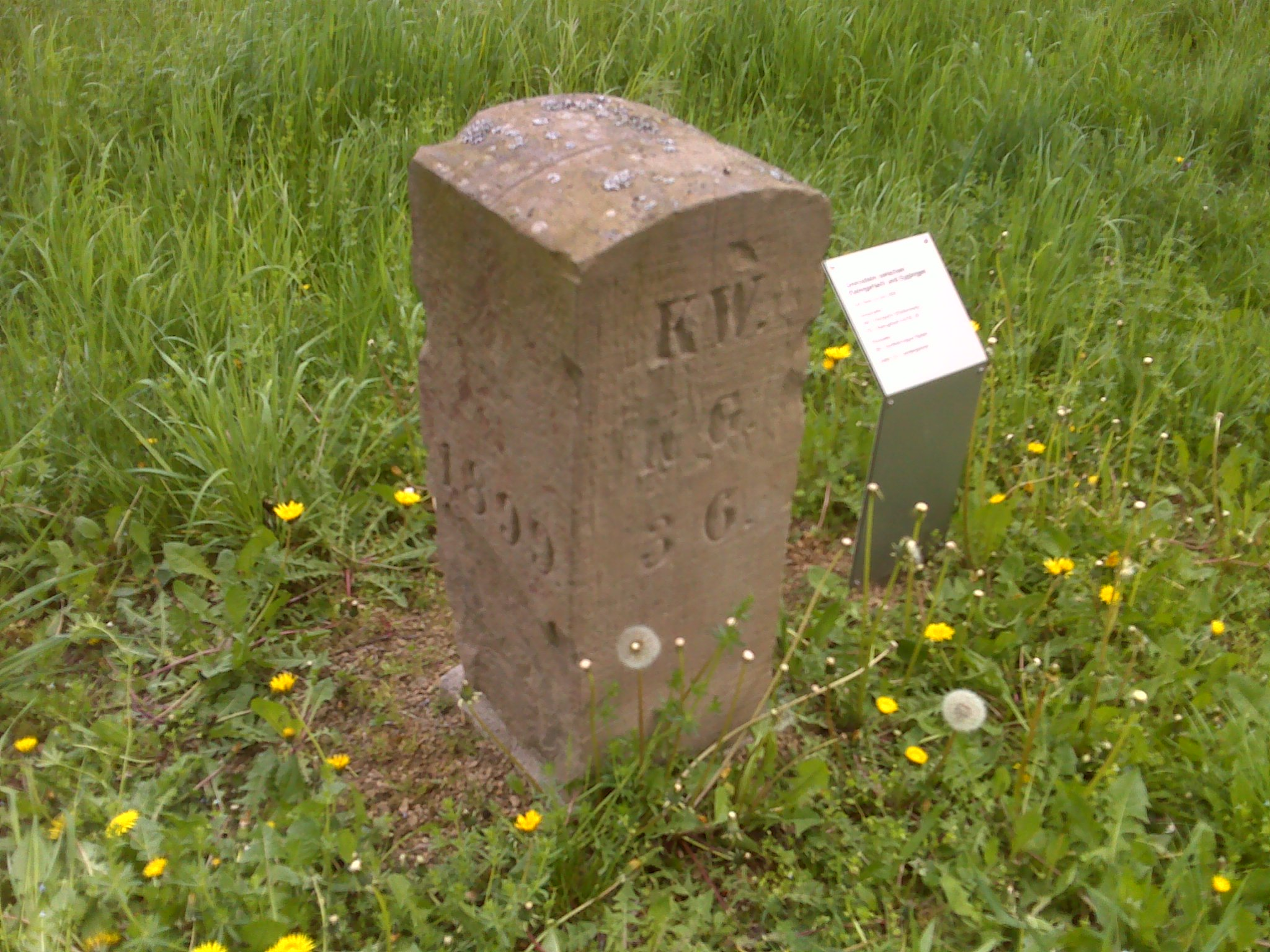
Grenzstein aus dem Jahr 1899 für die Landesgrenze zwischen dem Königreich Württemberg und dem Großherzogtum Baden

Der Grenzsteinpfad in Kleingartach, einem Stadtteil von Eppingen im baden-württembergischen Landkreis Heilbronn, ist ein ungefähr fünf Kilometer langer Wanderweg, an dem entlang historische Grenzsteine aufgestellt wurden.
Im Jahr 2009 wurden 30 Grenzsteine, die nicht mehr am originalen Standort standen und beschädigt waren, restauriert, beschildert und entlang der zwischen der Leinburg und dem Ottilienberg gelegenen „Birnbaumallee“ wieder aufgestellt. Der ausgewiesene Weg führt vorbei am Dreimärker von Eppingen, Kleingartach und Niederhofen, weiter entlang der ehemaligen württembergisch-badischen Grenze durch den Hartwald und dann hinab nach Kleingartach.